# 1943 في العراق
فيما يلي قوائم الأحداث التي وقعت خلال عام 1943 في العراق.

## سياسة

### تعيين في المنصب
- 9 أكتوبر – نصرت الفارسي عضو مجلس النواب العراقي.
- 25 ديسمبر – صادق البصام وزير الأشغال والمواصلات.

## مواليد

### يناير
- 1 يناير – دريد كشمولة سياسي عراقي.
- 1 يناير – عبد المنعم أحمد صالح
- 1 يناير – عز الدين سليم رئيس سابق لمجلس الحكم الانتقالي العراقي.
- 1 يناير – محمد مظفر الأدهمي باحث وأكاديمي عراقي.
- 6 يناير – محمّد حسين المطلّبي المعروف بكنيته الفنية محمد شمسي شاعر وكاتب عراقي ولد في العمارة.

### فبراير
- 5 فبراير – معن عبد القادر آل زكريا مؤلف وكاتب وباحث اكاديمي ومؤرخ عراقي.

### مارس
- 23 مارس – محمد محمد صادق الصدر مرجع ديني شيعي عراقي.

### أبريل
- 28 أبريل – أرييه بيبي سياسي إسرائيلي.

### يونيو
- 8 يونيو – مجتبى الحسيني الشيرازي ثيولوجي عراقي.

## وفيات

### يناير
- 1 يناير – محمد حسين الأصفهاني (مواليد 1879) شاعر إيراني.